# Gamezebo
Gamezebo，是一个专注于为各类游戏行业提供采访，评论，预测，战略导向和新闻报道的网站。2014年之前，该网站的重点主要放在线上休闲游戏，2014年改版后，该网站改变为主要突出手机游戏。
该网站的特色在于其旗下拥有游戏工作室和出版商，其中包括PlayFirst、Big Fish Games、Oberon、RealArcade/GameHouse、MumboJumbo、Playrix Entertainment、Gogii Games、Sandlot Games、Reflexive Entertainment、Row Sham Bow, Inc和Last Day of Work。该网站还对一些新的网页游戏、休闲的大型多人在线（MMO）游戏、休闲游戏、主机游戏进行评分。
除此之外，该网站还对各大休闲游戏开发商和发行商，对其予以评论和新闻报导。